# Barbara Krzywda
Barbara Krzywda (ur. 23 sierpnia 1979) – polska judoczka. 
Zawodniczka klubów: UMKS Żak Kielce (1992-2001) i KU AZS PŚ Kielce (2001-2005). Dwukrotna medalistka zawodów pucharu świata (Warszawa 2001 - złoto w kat. do 52 kg, Warszawa 1997 - brąz w kat do 48 kg). Dziewięciokrotna medalistka mistrzostw Polski seniorek: dwukrotna złota w kat. do 52 kg (1999, 2000), dwukrotna srebrna (1997 - w kat. do 48 kg, 1999 - mistrzostwa Polski open, kat. do 60 kg) oraz pięciokrotna brązowa (w kat do 48 kg: 1995, 1996; w kat do 52 kg: 1998, 2001, 2005).